# Пачини, Франко
Франческо (Франко) Пачини (итал. Francesco (Franco) Pacini; 7 октября 1905, Фермо — 11 апреля 1988, Порту-Алегри) — итальянский пятиборец. Участник летних Олимпийских игр 1932 года.

## Биография
Франко Пачини родился 7 октября 1905 года в итальянской коммуне Фермо.
Был солдатом дислоцировавшегося в Удине подразделения Монферратской кавалерии.
В марте 1931 года хорошо проявил себя на первых олимпийских отборочных соревнованиях по современному пятиборью в Риме — в частности, в фехтовании и беге по пересечённой местности. В июне 1932 года после ещё двух отборов получил право выступить на Олимпиаде.
В 1932 году вошёл в состав сборной Италии на летних Олимпийских играх в Лос-Анджелесе. В современном пятиборье занял 20-е место, набрав 84,5 очка и уступив 52,5 очка завоевавшему золото Юхану Габриелю Оксеншерне из Швеции. Лучший результат показал в фехтовании, где занял 2-е место.
Претендовал на участие в летних Олимпийских играх 1936 года в Берлине, однако в мае 1935 года на отборочных соревнованиях в Милане не прошёл отбор, заняв только 10-е место, после чего практически прекратил выступления.
Участвовал во Второй мировой войне, будучи полковником итальянской армии. После войны вместе с семьёй эмигрировал из Пармы в Бразилию, где жил его брат. Работал здесь инструктором по верховой езде, затем вернулся в Италию, где работал по той же специальности. Впоследствии снова уехал в Бразилию.
Умер 11 апреля 1988 года в бразильском городе Порту-Алегри.